# Lokhvytsia (huyện)
Huyện Lokhvytsia (tiếng Ukraina: Лохвицький район, chuyển tự: Lokhvytsias’kyi raion) là một huyện của tỉnh Poltava thuộc Ukraina. Huyện Lokhvytsia có diện tích 1303 kilômét vuông, dân số theo điều tra dân số ngày 5 tháng 12 năm 2001 là 51440 người với mật độ 39 người/km2. Trung tâm huyện nằm ở Lokhvytsia.